# Diablada
A Diablada, é uma dança tradicional de Bolívia criada em Oruro. Caracteriza-se pela máscara de demônio usada pelos dançarinos. A dança é uma mistura de apresentações teatrais dos espanhóis e cerimônias religiosas andinas, tais como a dança Llama Llama em honra do deus uru das minas, lagos e rios, Tiw e o ritual dos mineiros aimarás para Anchanchu, um espírito das cavernas e de outros locais isolados.
Esta dança boliviana é dançada no Carnaval de Oruro, também devido à influência boliviana é dançada no Chile e no Peru. A origem desta dança é boliviana e faz parte de sua identidade patrimonial. A maioria dos historiadores, antropólogos, folcloristas e especialistas no assunto da Bolívia, Chile e Peru concordam que é uma dança boliviana que se espalhou da Bolívia às festividades do Chile e do Peru. Residentes bolivianos dançam diablada no Brasil em São Paulo. Os bolivianos fundaram esquadrões “Diablada” em outros países também, como Argentina, Estados Unidos e Áustria.